# Wiltshire
Pour les articles homonymes, voir Wiltshire (homonymie).
Le Wiltshire (prononcé en anglais : /ˈwɪltʃə(ɹ)/) est un comté cérémonial du sud-ouest de l'Angleterre, d'une superficie de 3 476 km2. Il est bordé par les comtés du Hampshire au sud-est, du Dorset au sud-ouest, du Somerset à l'ouest, du Gloucestershire au nord-ouest, de l'Oxfordshire au nord-est et du Berkshire à l'est. Son chef-lieu administratif est Trowbridge, située dans l'ouest du comté.
Le Wiltshire est renommé pour les pierres de Stonehenge, le grand cromlech d'Avebury et la cathédrale de Salisbury.

## Étymologie
Le comté était auparavant appelé le Wiltonshire, une altération du nom anglo-saxon Wiltunscir. Wilton, dont le nom provient de la rivière Wylye, était le chef-lieu du comté avant le XIe siècle.

## Histoire
Le Wiltshire présente plusieurs vestiges archéologiques datant d'avant l'arrivée des Romains, en 54 av. J.-C. Les premiers établissements humains de la région ont été fondés pendant l'âge de la pierre, y compris le monument mégalithique de Stonehenge et le cromlech d'Avebury. Vers le VIIe siècle, le comté se trouve à la frontière ouest du royaume de Mercie. Les Danois l'occupent en 878 et, après la conquête normande de l'Angleterre en 1066, le comté tombe aux mains de la couronne anglaise et est définitivement évangélisé par l'Église catholique.
À l'époque du recensement national de 1086, le Wiltshire est en grande partie rural et dépendant de l'agriculture. Le Livre du Jugement dernier mentionne 390 moulins en fonction et des vignobles à Lacock et à Tollard. Au cours des siècles suivants, la population du Wiltshire pratique l'élevage, surtout de moutons. Au XIIIe siècle, les couvents cisterciens du comté exportent déjà de la laine en Flandre et à Florence.

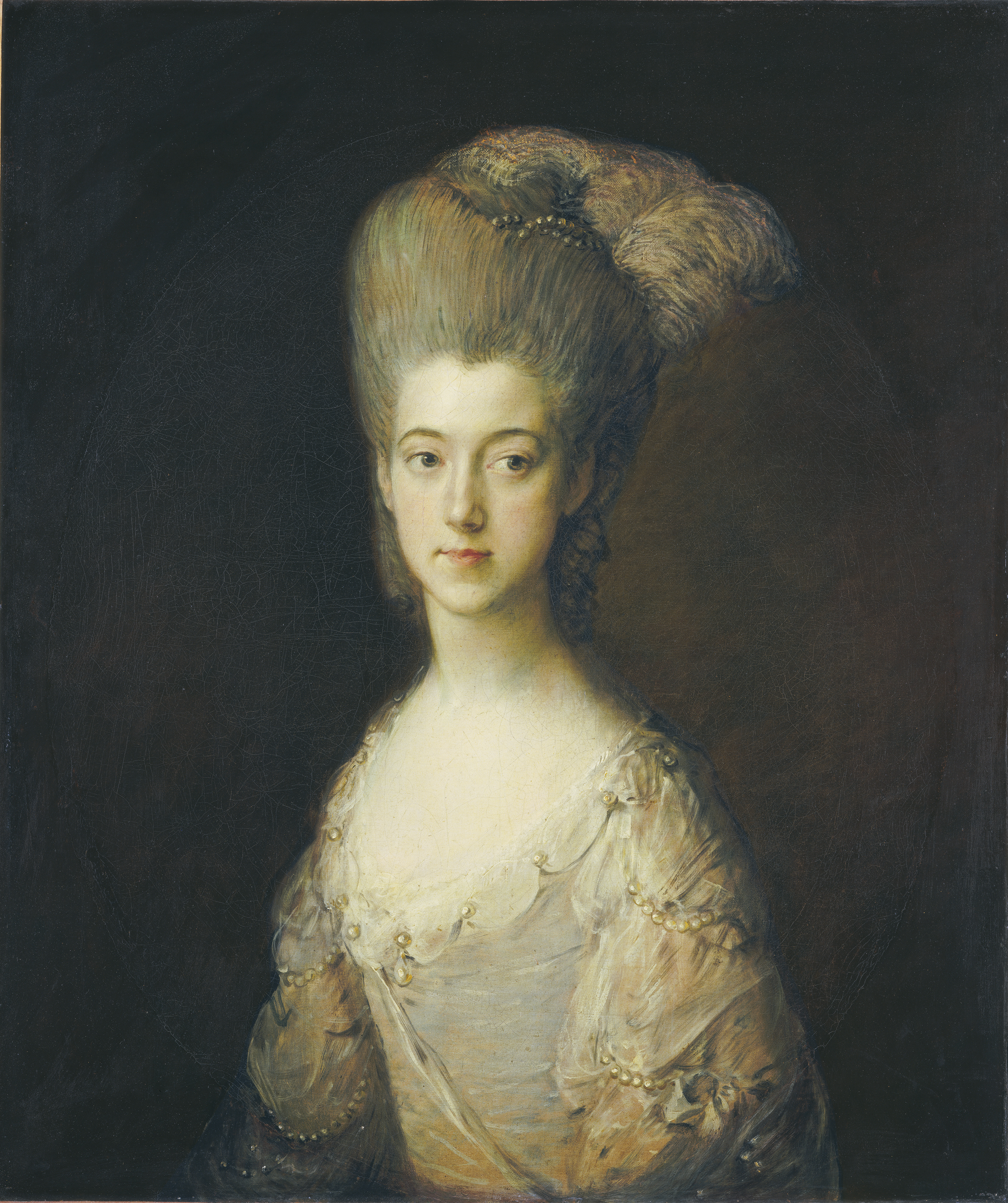
Mrs. Paul Cobb Methuen, 1776-1777
par Thomas Gainsborough
National Gallery of Art

Au temps de la guerre civile anglaise du XVIIe siècle, le Wiltshire soutient le Parlement britannique contre le roi Charles Ier.
Au XVIIIe siècle, les habitants du Wiltshire ont été à l'origine de la légende des « ratisse-Lune », les Moonrakers. L'homme politique Paul Cobb Methuen (1752-1816), de Corsham Court, demande un portrait de son épouse à Thomas Gainsborough. Réalisé en 1776-1777, mais inachevé, il est aujourd'hui conservé à la National Gallery of Art de Washington.
La révolution industrielle transforme complètement l’extrémité nord-est du Wiltshire. La localité de Swindon, jusqu'à ce temps seulement un petit village, croît pour devenir une grande ville industrielle, avec la construction de la Great Western Railway, qui y avait son quartier général.

## Subdivisions

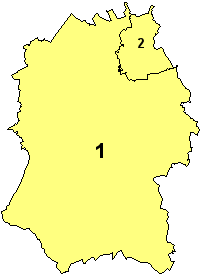
Carte des subdivisions du Wiltshire.

Depuis 2009, le Wiltshire est divisé en deux autorités unitaires :
| No | Nom       | Chef-lieu  | Superficie (km2) | Population (est. 2011) |
| -- | --------- | ---------- | ---------------- | ---------------------- |
| 1  | Wiltshire | Trowbridge | 3 255,0          | 474 300                |
| 2  | Swindon   | Swindon    | 230,1            | 209 700                |

De 1974 à 2009, le Wiltshire (Swindon exceptée) était divisé en quatre districts : Kennet, North Wiltshire, Salisbury et West Wiltshire. Ces subdivisions ont été abolies dans le cadre de la simplification des subdivisions anglaises.

## Politique
Le Wiltshire comprend sept circonscriptions électorales :
| Nom | Nom                  | Nombre d'électeurs (2010) | Député                                |
| --- | -------------------- | ------------------------- | ------------------------------------- |
|     | Chippenham           | 65 755                    | Michelle Donelan (Parti conservateur) |
|     | Devizes              | 69 351                    | Claire Perry (Parti conservateur)     |
|     | North Swindon        | 64 501                    | Justin Tomlinson (Parti conservateur) |
|     | North Wiltshire      | 61 322                    | James Gray (Parti conservateur)       |
|     | Salisbury            | 66 502                    | John Glen (Parti conservateur)        |
|     | South Swindon        | 70 794                    | Robert Buckland (Parti conservateur)  |
|     | South West Wiltshire | 63 865                    | Andrew Murrison (Parti conservateur)  |

## Administration
En mai 2015, les 98 membres du conseil de comté se divisent entre :
- 60 conservateurs ;
- 22 libéraux-démocrates ;
- 11 indépendants ;
- 4 travaillistes ;
- 1 UKIP.

## Personnalités liées
- Claire-Louise Bennett, écrivaine britannique, grandit dans une famille ouvrière du Wiltshire.
- George Eliot fait du Wiltshire le lieu de son son roman Daniel Deronda.
- James Blunt, chanteur anglais, a vu le jour à Tidworth dans le Wiltshire le 22 février 1974.